# Glenea t-notata
Glenea t-notata là một loài bọ cánh cứng trong họ Cerambycidae.